# 검열

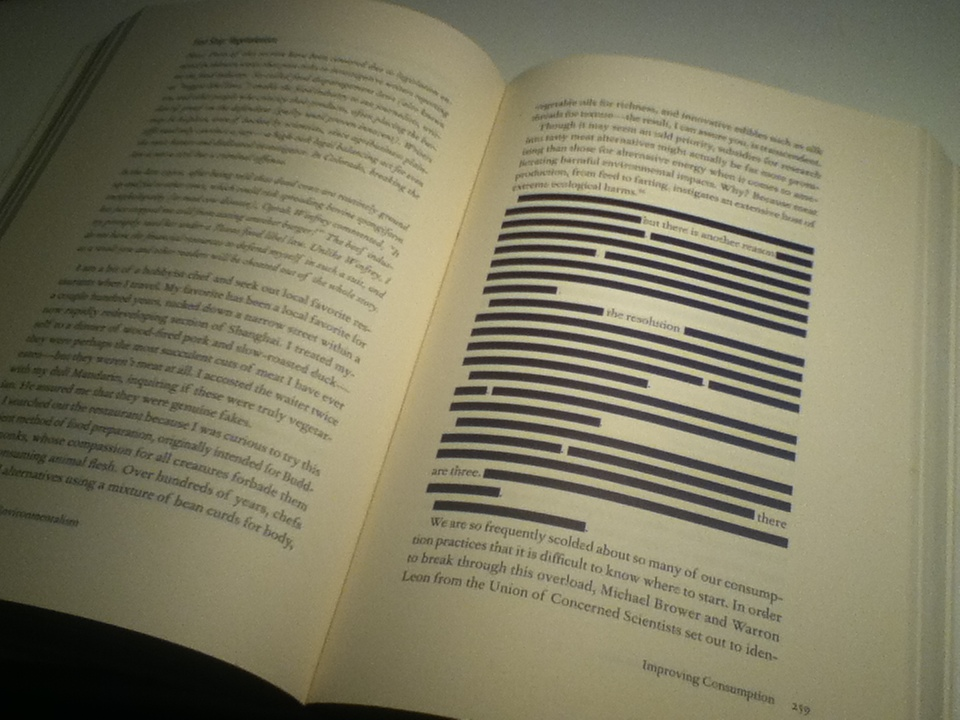

검열(檢閱) 또는 센서십(영어: censorship)은 공권력이 어떤 내용의 표현이나 공개를 통제하는 것을 말한다. 검열은 신문·잡지·서적·라디오·텔레비전·영화 등 여러 매체가 대상이 될 수 있다.
보통 검열은 심사 등을 통해 내용 발표 자체를 막는 사전 검열에 해당하며, 내용의 발표 후에 공권력이 이것을 심사하여 위법성이 있다고 인정할 때 법원에 고발하는 것, 즉 사회의 제재(制裁)라는 형식에 의한 제약은 사후 검열이라고 할 수 있다.

## 역사
기원전 393년, 그리스의 철학자 소크라테스는 그리스 국가가 그의 철학적 교리를 검열하려는 시도에 반발했으며, 독의 일종인 코니움을 마심으로써 형벌을 받았다.
16세기에 교회의 이단사상 배제(異端思想排除)의 수단으로 생겨 절대왕정하에 신흥 시민계급을 억압하기 위한 정치적 수단으로 사용되기도 했다. 영국의 왕실청 인쇄조례(1586~1641)가 구체화된 최초의 것이며 영국에서는 1695년, 미국에서는 1725년에 폐지될 때까지 계속되었다.

## 같이 보기
- 대한민국의 검열
- 자기 검열
- 뉴스 엠바고
- 스핀 (PR)
- 스핀 닥터
- 인터넷 검열
- 언론 통제
- 금순공정
- 방화 장성
- 우마오당